# 一撃殺虫!!ホイホイさん
『一撃殺虫!!ホイホイさん』（いちげきさっちゅう!!ホイホイさん）は、田中久仁彦による日本の漫画作品であり、コミック特装版に特典としてOVA(OAD)が付属され、PlayStation 2にてゲームが発売されている。

## 概要
メディアワークスの月刊コミック『電撃大王』に連載されていた。基本的に1話1ページのショートコミックで、単行本は全1巻。コミックスの初回限定版には、他所では未公開のオリジナルアニメーションDVDが同梱されている。
2003年11月27日にはコナミからPlayStation 2用ソフト『一撃殺虫!!ホイホイさん』としてテレビゲーム化された。また、コトブキヤからは作中と同サイズのプラモデルが発売されている。
2007年9月発売の『電撃黒「マ）王』より、続編である『一撃殺虫!!ホイホイさんLEGACY』が開始された。なお、『電撃黒「マ）王』が2010年6月発売号を以て『電撃「マ）王』へ統合されたため、同年7月発売の同年9月号から同誌に移行したが、2011年9月号より長期休載に入った。その後、2016年2月号から連載が再開された。同誌での連載は2018年3月号で終了し、本作公式twitterでの不定期掲載に移行した。2013年に30分アニメを収録したDVD付き単行本が発売される予定だったが、アニメは完成していたにもかかわらず発売中止となった（後述）。

## ストーリー
20XX年、すべての害虫は薬品に対して耐性を持ってしまった。そこで開発されたのが、インターセプタードール（ID)「ホイホイさん」であった。人間の手が届かない隙間に巣食い、殺虫剤が通用しない害虫を、近接武器や銃器類を使用し物理攻撃によって駆逐（および死骸の清掃）するための、身長約11.5cmの半自律型人型ロボット（メイド型）である。主目的の害虫駆除で成果を出すのと同時に、拡張性の高さや少女型という可愛らしい見た目によりカスタマイズおよび着せ替えという分野でも人気を博し、他社も人気にあやかってIDを開発していく。そんなホイホイさんらを持つユーザー、開発者、小売店員の日常を描く。

## 主な登場人物

### インターセプタードール
ホイホイさん
声 - 釘宮理恵（無印） / （田村ゆかり、平松晶子、野田順子：PS2）
本作品の主役機。「マーズ製薬」が開発した害虫駆除ロボット。キャッチコピーは本作のタイトルでもある「一撃殺虫!!ホイホイさん」。
外見はロングスカートのメイド服を着た女の子。銃器の他、刀剣やハンマーなどの近接武器まであらゆる装備を駆使して害虫を駆除する他、死骸の掃除や袋詰めから、火災用の水鉄砲も装備可能な汎用性を誇る。服装、武器などあらゆるカスタマイズが可能で、本来の役割の害虫駆除以外にも人気に火がつく。頭部アクセサリーパーツが起動スイッチになっているのだが、装備の一部によっては自身の攻撃のモーション中に接触し、勝手にオフになってしまう事がある。後発の機体に比べるとスペックはどうしても見劣りするが、常にバージョンアップを繰り返して対応している。基本的に音声は搭載されていないが、外部スピーカーを頭部アクセサリーと換装することで音声を発生させることができる（無表情はそのままであるため、表情は別途換装が必要）。
背面にUSB端子を備え、必要に応じてPCに接続しシステム設定やソフトのインストールを行う他、増加バッテリーパック、飛行ユニットのようなオプションの装着に用いる。バッテリーはニカド電池。減少すると専用クレードルまで自動で帰投し、自身で付属の靴を脱いでから足裏の電源端子から充電を行うが、バッテリー寿命が迫るとクレードルに戻れずに家具の裏などで立ち往生してしまうこともある。
その後、マーズ製薬が「XENTEX」に合併吸収されて「ゼンテックス・マーズ」となり、その新社長となって戻って来た古屋敷の案で全世界へ展開。強化外骨格などさらなるオプションの拡充が行われている。
現行型はID-3で三番目のモデルである。世界展開に合わせてID-2型の復刻版がリリースされた。
ホイホイさんMini
ホイホイさんのサポートユニットとして発売された、小さいサイズのホイホイさん。ホイホイさんの入れない隙間などで駆除を行い、ホイホイさん用の専用武器や弾を専用のカートで運んだりする。
コンバットさん
声 - 田中理恵（無印）
「マーズ製薬」のライバル会社、「KINRYU（キンリュー）」がホイホイさんに対抗して開発した。キャッチコピーは「撃滅指令!!コンバットさん」。
ホイホイさんよりもさらにミリタリー色が濃い製品になっている。後発機ゆえスペックは優り、TVCMではワイヤーを用いて高所からリペリングするなど運動性能をアピール。デフォルト装備のスタンユニット（電撃端子）など、直接打撃による駆虫を得意とする。
一方ソフトウェア面では識別機能などが劣る模様で、ホイホイさんは益虫（非駆虫対象）と判別するクモなども無差別に攻撃する。さらに、狙ってか知らずか、ホイホイさんまでも害虫と判断し攻撃してしまう。音声認識機能により、命令するとそれに対して「サー、イエッサー」と返答するが、識別機能の仕様に由来するのか理解・承諾できない命令にも適当に返答をしている。別会社から「寸止め君」という、ホイホイさんを攻撃しようとすると強制停止をかけるジャミングパーツが発売されているが、コンバットさんを複数所持していると、それぞれが勝手に外してしまう。
基本仕様として、わざわざ駆除した害虫の死骸を隠しもせずに集めてユーザーへ報告する機能を持つ。また、防水では無い為、水をかけられるとショートを起こして故障する。これらにより、インターセプタードールとしての高い駆除能力とは対照的に、何かと厄介な機能と欠点を抱えている。
背部オプション用コネクタは独自規格で、レドームを思わせる円盤状の「寸止め君」もここに装着する。電源端子及びUSB端子は頭部左右のアンテナ状パーツに内蔵されている。
商品展開では、武装面はトレーラー式のビームライフルなどマーズ製薬も躊躇するような代物をも商品化に踏み切る一方、コスチュームなどには注力されておらず、機体高が若干ホイホイさんより大きいため流用にも制約があり、マニアの間では自作する動きが活発。
コンバットさんRookie
ホイホイさんMiniと同じ様にコンバットさんのサポートユニットとして発売された、小さいサイズのコンバットさん。基本的にはコンバットさんの部下として行動し、「寸止め君」が無ければホイホイさんを攻撃してしまう所も一緒。
ペストXさん
マーズ製薬を辞めさせられた古屋敷が再就職したアメリカの会社、「XENTEX（ゼンテックス）」にて開発した第3のインターセプタードール。キャッチコピーは「殺陣烈風 ペストXさん」。
オボロという名の専用バイクがあり、移動用だけでは無く変形して大鉄腕となって合体する機能も備えている。害獣（ネズミと推測される）にも対応を謳っており、最後発ということもあってホイホイさんやコンバットさんよりも基本スペックが高く、武器は主に近接武器限定であるが、オボロとの合体形隊ではコンバットさんを一方的にねじ伏せることが可能。ホイホイさんを守るように設定されており、逆にホイホイさんを攻撃するコンバットさんを「キンリューの犬」と呼んで破壊も辞さない。
マーズ製薬とゼンテックスの合併後には、ユーザーのフルオーダーで販売するカスタムモデルも登場した。

#### DEAR GEAR（ディアギア）
ウサギア
 IDの害虫駆除ロボットの枠を超えた人気の盛り上がりを受けて、キンリューが他方面への応用を想定して開発した派生製品。そのためインターセプタードールではなくディアギアという種類となっている。内蔵プログラムチップの交換により、IDと同じく害虫駆除の他、ゲームやスケジュール管理など、様々な目的に使用できる。ハードウェア面でも現行IDよりさらに発展した各パーツ換装による高いカスタマイズ自由度をセールスポイントとしている。デザインイメージは未来的なサイバー調で、既存製品と差別化が図られている。
 ただ、現実の商品展開で行われていたプラモデル化において、本編の連載中断のため実際に登場するエピソードが存在せず、先行発表されて以降未定のまま延長を重ねた末、2015年12月にようやく発売にこぎつけた（制作元の寿屋ではフレームアームズ・ガールの発売が開始されていたため、FAガールスタッフが担当と言うことが強調されている）。

### 登場人物（無印）
油壷
声 - 森久保祥太郎（無印）
「ホイホイさん」にはまっている青年。本来の目的である害虫駆除以外に大金をつぎ込んでおり、そのせいで食生活を破綻させている、いわゆる「痛い人」だが、本人はホイホイさんを最優先で考えているので全く意に介さず、周囲の忠告・警告に対しても聞く耳を持たない。きみ子に若干恋心を抱いているが、自身がホイホイさんに病的依存している為、成就していない。物語の舞台は関西圏と察せられるが、他からの転勤組であるのか、きみ子らと違って関西弁で話さない。
出羽きみ子
声 - 那須めぐみ
薬局で働く女性。極度の虫嫌いで、見ただけで拒絶反応を示すほど大嫌いという病的レベル。人形が好きでその服を自分で作ってしまうほど。それゆえホイホイさんを衝動的に購入するものの、ホイホイさん本来の役目を完全に失念し、説明書なども一切読まなかった軽率さの為に、駆除によって付着したゴキブリの破片や体液まみれになったホイホイさんの姿を目の当たりにすることになってしまった経験がトラウマとなり、以後は拒絶反応を示すほどホイホイさんも大嫌いになった。その苦い経験から、「命令を聞く」という触れ込みのコンバットさんを購入するが、またしても注意書き（理解できない命令も「サーイエッサー」と適当に返答する仕様）などを読まなかった為、害虫駆除をさせない命令を受けつけてもらえず、結局ホイホイさんの二の舞となって油壺にあげてしまっており、事前の学習能力の欠如を疑わせる一面を露呈している。なお、トラウマに起因してか、ホイホイさんなどインターセプタードールのユーザーにも拒否反応を示しており、「えんがちょ」と心でとなえてしまうほどである。油壺のことが若干気にはなっているようだが、その油壷が大嫌いなホイホイさんに御執心なことも手伝って、付き合おうとは思っていない。実は隠れ巨乳。
不死川睦美（しなずがわ むつみ）
声 - 中原麻衣
きみ子の友人。きみ子に同人イベントでのホイホイさん用オリジナル衣装の販売を誘う。部屋はホイホイさんグッズに埋もれており、自らもコスプレをするマニア。油壺との付き合いは無いが近隣に住むホイホイさんマニアとして見知っており、ナス顔男と渾名をつけている。いささか常識から乖離しているところがあり、しばしばトラブルを起こすが意に介さない。日本でのマーケット調査の為限定販売された「ペストXさん」をオークション転売（しかも規約違反である、知り合いによる「価格吊り上げ」を行った）する商魂逞しい場面もあった。この件の他にも、ホイホイさん食玩の「当たり」サーチなど影で油壺の財布にかなりのダメージを与え、きみ子を巧みに誘い出してタダ働きさせるなど非常に狡猾で金に汚く、腹黒い。アパートの2階に住んでいたのだが、膨大なホイホイさんグッズの重量に耐え切れず、床が抜けてしまった（幸いにもこの時、1階は空き部屋だった為、人的被害はなかった）。
店長
声 - 田中完
きみ子が働く、薬局の店長。
古屋敷
声 - 大塚明夫（無印）
「マーズ製薬」で「ホイホイさん」を開発した人。そのためか異常なまでにホイホイさんに愛情を注ぎ、コンバットさんに対しては凄まじいライバル心を抱いている。データよりも実際に見て感じたことを企画として提出するため（「ホイホイさん」用のジェットエンジンの飛行ユニットや強化外骨格、レーザー兵器などが上げられる）、上層部からは煙たがられており、なおかつ受けの悪さから、ほぼ却下されている。思い込みの激しいところもあり、レーザー兵器が「KINRYU」より発売された際、自分以外唯一レーザー兵器の案を知っている部下の矢崎をスパイであると早合点して暴行沙汰に及んだことで一週間の自宅謹慎処分となった。さらにドルケ（ドールマーケット）にてホイホイさんのコスプレをして乗り込み、その時の写真が社内でメール配信されてしまった結果、ドルケ会場に来ていた矢崎を再び疑って暴行沙汰を起こしたことで遂に上層部の逆鱗に触れ、懲戒解雇（懲戒免職とはあるが、これは公務員に対して用いる言葉）処分となってしまう。だが、その手腕とホイホイさんの開発に携わった経験から、以前に仕事で組んだことがあり現在アメリカにいる人物から誘われ「XENTEX」に入社して「ペストXさん」を開発。後に「マーズ製薬」が「XENTEX」に吸収されて「ゼンテックス・マーズ」となり、その新社長として返り咲いた。
矢崎
声 - 森久保祥太郎
「マーズ製薬」の社員。古屋敷の部下だが、とばっちりを喰らいやすい。「色が選べるホイホイさん」など、古屋敷とは正反対にデータを重視したマーケティングで企画案を出す為、上層部からの受けが非常に良く、古屋敷よりも採用されることは多いが、「マニア」や「オタク」と言った購買層のコアをなす顧客の意見に対して理解が無い為、彼らには支持されていない。解雇された古屋敷の後任となるが、ただでさえ受けが悪かったコア顧客層の志向からさらに乖離した方針転換が仇となって業績は低迷の一途を辿る。最終的には「マーズ製薬」が「XENTEX」の傘下に入り、古屋敷が新社長として戻った際、「ホイホイさんを守れなかった」と古屋敷に謝罪し、彼からも「その失敗を糧とせよ」と諭され、和解した。

### 登場人物（LEGACY）
百目鬼まゆ
主人公。14歳の誕生日にホイホイさんを買ってもらう。倹約家のため最初は興味がなかったが。
百目鬼幸太郎
まゆの父親。まゆと2人暮らしで、電気料を滞納するほど家庭は貧乏。
栂村めぐる
まゆの友人。
栂村ゆうき
栂村みゆき
篠木まみ

## 単行本
- 一撃殺虫!!ホイホイさん（2004年10月4日発売） - ISBN 978-4840227681
- 一撃殺虫!!ホイホイさん NEW EDITION（2019年9月10日発売） - ISBN 978-4049126525
新装版。短編4コマ「魔法女まほな」も収録[1]。

## ゲーム
PlayStation 2ソフト。ホイホイさんを操作してステージ中に現れる害虫を駆除していくミッションクリア型の3Dアクションゲーム。2003年11月27日発売。限定版は等身大フィギュア付き、通常版はミニミニハンドブック付き。2006年3月2日には廉価版「コナミ・ザ・ベスト」として再発売されている。
部屋や閉所にいる害虫を様々な射撃武器や近接武器で、ノルマの数だけ撃退し、いくつものミッションをこなしていく。クリアに応じてお金を入手でき、薬局でホイホイさんの武器や弾薬（消費制）、服や音声などのアクセサリーを購入しカスタマイズすることが可能。
害虫が苦手なプレイヤーの為に、その見た目を害虫そのままの生々しい物とデフォルメで愛嬌のあるものに変更することができるようになっている。
本作のプレイヤーは、とあるホイホイさんユーザーの一人として、原作の登場人物と会話を繰り広げる。

### PS2キャスト
- ホイホイさん：釘宮理恵
- ホイホイさんクール：田村ゆかり
- ホイホイさんお姉さん：平松晶子
- ホイホイさん関西弁：桜るみ
- ホイホイさんヒロイン：野田順子
- コンバットさん：田中理恵
- 油壺、矢崎：森久保祥太郎
- 出羽きみ子：那須めぐみ
- 店長、ナレーション：山崎良平
- 古屋敷部長、OPナレーション：大塚明夫

### PS2製作スタッフ
- 原作：田中久仁彦
- 企画・脚本・ディレクター：斉藤昌宏
- プロダクトデザイン：高橋朋
- サウンド：神保直明
- アニメーションムービー制作
  - 絵コンテ：加瀬充子
  - 演出：山田弘和
  - 作画監督：内田孝
  - 制作：スタジオ・ファンタジア
- 制作：株式会社コナミコンピュータエンタテインメント東京
- 製作：コナミ株式会社
- 開発：株式会社アイビー・アーツ

## アニメ

### OVA（第1作）
『一撃殺虫!!ホイホイさん オリジナルアニメーション』。メディアワークス発行コミック初回限定版同梱DVD(OAD)。2004年9月30日初版発行。

#### スタッフ（OVA第1作）
- 企画 - 佐藤辰男
- 原作 - 田中久仁彦
- 監督・脚本・絵コンテ - 佐藤卓哉
- アニメーションキャラクターデザイン・作画監督 - 越智信次
- 美術監督 - 大野広司
- 色彩設計 - 馬庭由佳
- 音響監督 - 明田川仁
- プロデューサー - 梅澤淳、大澤信博、安西武
- 共同プロデューサー - 飯島直樹、神部宗之
- アニメーションプロデューサー - 石田博
- プロデュース - GENCO
- アニメーション制作 - 童夢
- 製作 - メディアワークス

### OVA（LEGACY）/ 発売中止
『一撃殺虫!!ホイホイさんLEGACY』コミックス第1巻オリジナルアニメーションDVD付き特装版に収録される予定であったが、当初2013年3月28日予定から2013年6月28日発売予定に延期されるも、単行本発売の目処が立たず2013年4月26日には発売中止が告知された。
特典となるはずだったアニメ映像は完成しており、2012年開催のイベント「電撃アニメ祭 銀幕編 映画館でこの作品が観られることなんて滅多にないんだからねSP」の一環として角川シネマ新宿で12月12日に上映され、出演声優によるトークショーが行われている。

#### キャスト（LEGACY）
- ホイホイさん/ホイホイさんMini - 釘宮理恵
- コンバットさん - 佐藤奏美
- 百目鬼まゆ - 照井春佳
- 百目鬼幸太郎 - 堀内賢雄
- 栂村めぐる - 高垣彩陽
- 栂村ゆうき - 潘めぐみ
- 栂村みゆき - 潘恵子
- 油壷 - 川中子雅人
- 古屋敷 - 大塚明夫

#### スタッフ（LEGACY）
- 原作 - 田中久仁彦（アスキー・メディアワークス刊、電撃マオウ連載）
- 監督 - 川崎逸朗
- シリーズ構成・脚本 - 山口宏
- 演出 - 古田丈司
- キャラクターデザイン・作画監督 - 藤田まり子
- 美術監督 - 青井孝（ステロタイプスマーチル）
- 音響監督 - はたしょう二（サウンドチーム・ドンファン）
- 音楽 - 菊谷知樹
- 撮影 - T2スタジオ
- アニメーション制作 - ブリッジ

## プラモデル
壽屋から2009年9月より展開を開始した、1/1スケールプラスチックキットモデルシリーズ。
初回分が瞬く間に完売し、2009年11月には再発売されるほどの好評を博している。また、専用カスタマイズパーツも商品化されている（ホイホイさんminiはコトブキ屋店舗・電撃屋オンラインで購入可能だが、コトブキ屋オンラインでは取り扱っていない）。
この他、バンダイより超合金シリーズでも製品化されている。
記載は発売日順。キット名・発売時期・定価（税込み）を記載。※印はコトブキヤ直営店販売商品
1. ホイホイさん　（2009年9月）　3,150円
2. ホイホイさん ～重戦闘 Ver.～　（2010年3月）　3,990円
3. コンバットさん　（2010年4月）　3,150円
4. カラフルホイホイさん ～重戦闘“ナイトメア”Ver.～　（2010年6月）　3,990円
5. ペストXさん　（2010年6月）　3,150円
6. オボロ　（2010年9月）　3,990円
7. コンバットさん ～タクティカルスーツVer.～　（2010年10月）　3,150円
8. ホイホイさんMini with ホイホイキャリー　（2010年11月）　3,675円
9. 専用クレイドル（ホイホイさん用充電器型スタンド）　（2010年11月）　1,260円
10. ホイホイさん ～着せ替えセット～　（2011年2月）　3,990円
11. 着ぐるみ ホイホイ兎　（2011年4月）　3,360円　※
12. 着ぐるみ コンバット狐 -銀狐Ver.-　（2011年4月）　3,360円　※
13. 夏いろ サマードレス　（2011年7月）　2,100円　※
14. コンバットさん おめかしウィッグ 2色セット　（2011年7月）　1,260円　※
15. ペストXさん おめかしウィッグ 2色セット　（2011年07月）　1,260円　※
16. ペストXさん 白夜ver.&オボロ影牙 DX可変セット　（2011年8月）　7,350円
17. 着ぐるみ ホイホイ兎 -黒兎Ver.-　（2011年12月）　3,360円　※
18. 着ぐるみ コンバット狐 -北狐Ver.-　（2011年12月）　3,360円　※
19. なかよしホイホイさんズせっと　（2012年1月）　12,600円 （PVC塗装済み完成品 一部顔パーツが同社同シリーズプラモと互換性有り？）
20. コンバットさんRookie　（2013年2月）　2,940円
21. ホイホイさんMini with ミニミニさん　（2013年8月）　2,940円
22. DG-001LN ウサギア　（2015年12月）　4,860円